# 柴戸隆成
柴戸 隆成（しばと たかしげ、1954年3月13日 - ）は、日本の銀行家。ふくおかフィナンシャルグループ代表取締役会長、福岡銀行代表取締役会長。全国地方銀行協会会長。

## 略歴
福岡県出身。福岡県立修猷館高等学校、慶應義塾大学経済学部卒業。
1976年4月、福岡銀行入行。2010年4月、福岡銀行代表取締役副頭取就任、2012年4月、ふくおかフィナンシャルグループ代表取締役副社長就任、2014年6月、谷正明の後任としてふくおかフィナンシャルグループ代表取締役社長および福岡銀行代表取締役頭取就任、2019年4月、ふくおかフィナンシャルグループ代表取締役会長および福岡銀行代表取締役会長を兼務。
西日本シティ銀行頭取を務めた谷川浩道とは修猷館高校の同級生であり、共に2014年6月27日に頭取に就任している。
2018年6月、全国地方銀行協会会長に就任し、2019年6月まで勤めた。
2022年3月、ふくおかフィナンシャルグループ代表取締役社長および福岡銀行代表取締役頭取を退任。

## 職歴
- 1976年4月 - 福岡銀行入行
- 2001年6月 - 同総合企画部長
- 2003年6月 - 同取締役総合企画部長
- 2005年4月 - 同常務取締役
- 2006年6月 - 同取締役常務執行役員
- 2007年4月 - 同取締役専務執行役員
- 2007年4月 - ふくおかフィナンシャルグループ取締役
- 2009年4月 - 同取締役執行役員
- 2010年4月 - 福岡銀行代表取締役副頭取
- 2011年4月 - 親和銀行取締役
- 2012年4月 - ふくおかフィナンシャルグループ代表取締役副社長
- 2014年6月 - ふくおかフィナンシャルグループ代表取締役社長 福岡銀行代表取締役頭取
- 2019年4月 - ふくおかフィナンシャルグループ代表取締役会長兼社長 福岡銀行代表取締役会長兼頭取
- 2021年4月 - ふくおかフィナンシャルグループ代表取締役会長 福岡銀行代表取締役会長